# Caloptilia chalcodelta
Caloptilia chalcodelta är en fjärilsart som först beskrevs av Edward Meyrick 1889.  Caloptilia chalcodelta ingår i släktet Caloptilia och familjen styltmalar. Inga underarter finns listade i Catalogue of Life.